# 강초현
강초현(姜俏賢, 1982년 10월 23일~)은 대한민국의 사격 선수이다. 주 종목은 공기소총이며 2000년 하계 올림픽에서 은메달을 획득했다.

## 생애와 경력
충청남도 대덕군 탄동면(현 대전광역시 유성구)에서 강희균(姜熙均)과 김양화(金良和)의 외동딸로 태어났다. 아버지 강희균은 대한민국 해병대에서 복무하여 청룡 대대 소속으로 베트남 전쟁에 참전하였으며, 전장에서 수류탄 파편으로 인해 두 다리를 잃고 연금으로 생활하다가 1999년 7월에 사망했다. 외삼초등학교를 졸업하고 유성여자중학교 재학 시절인 1995년부터 사격을 시작하였다.
유성여자고등학교 재학 중이던 2000년 5월에 대한민국 사격 국가대표 선발전을 겸한 제30회 봉황기 전국사격대회에서 총 1586점을 획득하여 1592점을 획득한 최대영의 뒤를 이어 2위를 기록하여 국가대표로 발탁되었으며, 그 해 7월에 미국 애틀랜타에서 열린 국제 사격 연맹(ISSF) 월드컵에 출전하여 499.6점을 획득하여 세계 타이 기록으로 미국의 에밀리 캐루소를 0.1점차로 누르고 금메달을 획득하였다.
그 해 9월에는 오스트레일리아의 시드니에서 열린 2000년 하계 올림픽에 대한민국 국가대표로 참가하여 여자 10m 공기소총 예선에서 397점의 올림픽 타이 기록을 세우며 1위를 차지했다. 이후 결선에서 100.5점을 추가하여 합계 497.5점을 획득하여 미국의 낸시 존슨의 뒤를 이어 은메달을 획득했다. 그녀는 당시 만 17세 11개월 4일의 나이로 메달을 획득하며 2024년 하계 올림픽 사격에서 반효진이 금메달을 획득하기까지 메달을 획득한 역대 최연소 대한민국 사격 대표 선수가 되었다.
올림픽 이후에는 한화그룹 소속의 갤러리아 백화점이 창립한 갤러리아 사격단에 입단했다. 2000년 말에 충남대학교 체육교육과에 합격하여 입학하기로 했으나 입학을 포기하였고, 2001년 11월에 고려대학교에 합격하였다. 진학 후에는 그 학교에서 체육교육을 전공하였다. 시드니 올림픽 이후 올림픽 성적에 관련된 지나친 관심으로 인해 심리적 부담감을 느껴 2001년에 서울에서 열린 ISSF 월드컵에서는 14위, 밀라노 월드컵에서는 30위에 머물렀다. 국가대표 선발전에도 번번히 떨어지다가 2003년에 다시 국가대표로 뽑혀 같은 해 6월에 크로아티아 자그레브에서 열린 ISSF 월드컵에서 499.2점을 기록하여 중국의 두리와 대한민국의 서선화에 이어 3위를 하여 동메달을 받았다. 이후 국가대표 선수와 해설자를 병행하며 활동했으며, 2002년 아시안 게임과 2004년 하계 올림픽의 해설을 맡았다. 이후에도 부진은 계속되어 2006년 광저우 월드컵에서 17위, 뮌헨 월드컵에서 80위에 머물렀으며, 이후에도 계속 국가대표로 도전했으나 발탁되지 못했다.
2015년에 갤러리아 사격단에서 퇴단하였고, 2018년 10월 체육훈장 거상장이 수여되었다.

## 수상

### 수훈
- 체육훈장 거상장(2018년 10월 15일)